# Crying Nut
Crying Nut е пънк група от Южна Корея.
Групата свири заедно от 1995 година, а през 1998 записва дебютния си албум Crying Nut. Те са най-добре продаваната независима рок група в Корея. През 2002 записват официалната песен на националния отбор по футбол за Световното първенство в Япония и Южна Корея през 2002. Имат издадени 7 албума (2014). Последният им албум се казва Flaming Nuts. Те се смятат за едни от кръстниците на корейската пънк сцена и са познати като първата пънк група в Корея. Техният музикален стил е повлиян от много различни жанрове.

## Чосонски Пънк
През 90-те години корейската публика се запознава с много чужди музикални стилове, благодарение на новата политическа свобода. Първите пънк групи, включително и Crying Nut, включват различните жанрове в нови и необичайни начини, като успяват да вмъкнат и корейската си същност. Те си лепват етикета Чосонски пънк. От това сплотено движение се ражда независимата музикална сцена в Корея.

## Международни турнета
Crying Nut често правят турнета в чужбина, били са няколко пъти в Япония, както и в Китай, Германия, Сингапур, САЩ, Великобритания и Швеция. Те свирят на рок фестивала във Фуджи през 2000, Трасток фестивала в Швеция, а също така и на музикалния фестивал Mosaic в Сингапур през 2008. Следвайки славата им от Световното първенство по футбол 2002, те свирят и на откриващата церемония на Световното първенство по футбол в Германия през 2006. Първият им концерт в Америка е на Сеатълския корейски фестивал през 2006 година, а първият им концерт във Великобритания е на Лондонския корейски фестивал също през 2006 година.
Те свирят на SXSW през 2012 и правят концерти в Северна Америка като част от турнето Seoulsonic 2K12, спонсорирано от KOCCA, 3rd Line Butterfly и Yellow Monsters. Според репортажи полицията се е появила по време на тяхното изпълнение на SXSW, поради опасенията, че мястото може да се срути заради скачащите фенове. Те свирят и на „Канадската музикална седмица“, като тяхното участие е спонсорирано от Корейското министерство на културата, спорта и туризма.
Те се завръщат на SXSW през 2014 заедно с безпрецедентните 13 други корейски групи и изпълнители, от Jay Park и Hyuna до друга пънк група No Brain. Снимка на Kim Insoo, свирещ на акордеон е публикувана на сайта на Grammy.

## Съдебен спор
Crying Nut съди CNBLUE и тяхната агенция FNC Entertainment за неразрешено използване на песента им Pilsal Off-Side по време на шоуто Mnet’s M Countdown през 2010. Crying Nut също обвинява CNBLUE за пускането на DVD от концерта в Япония и за приходите от него. Crying Nut обвинява CNBLUE не само в използването на песента им без разрешение, но и за пеенето им на плейбек заедно с оригиналната песен. Според слухове Crying Nut публикува онлайн, че CNBLUE „трябва да си платят глобата за нарушаването на правата на интелектуалната собственост“. По-късно CNBLUE контраатакува Crying Nut за тези слухове, подавайки съдебна жалба срещу онлайн критиките на Crying Nut, твърдейки, че кражбата на интелектуална собственост е дело на CJ E&M и фирмата, която е пуснала за продажба DVD-та, и че обвиненията на Crying Nut може трайно да увредят репутацията на CNBLUE като Hallyu звезди.

## Състав на групата
- Lee Sangmyeon (이상면): китара
- Lee Sanghyeok (이상혁): барабани
- Park Yunsik (박윤식): вокал
- Han Gyeonglok (한경록): бас китара
- Kim Insu (김인수): акордеон, клавири

Lee Sangmyeon и Lee Sanghyeok са близнаци.

## Дискография

### Албуми
- [1999-05-??] Crying Nut (KM Culture)
- [1999-11-??] 서커스 매직 유랑단 (KM Culture)
- [2001-06-??] 하수연가 (KM Culture)
- [2002-12-??] 고물라디오 (KM Culture)
- [2006-07-14] OK 목장의 젖소 (Blue Cord)
- [2009-08-10] 불편한 파티 (Drug/LOEN)
- [2013-06-07] Flaming Nuts (Drug/LOEN)

### Сингли
- [2005-11-02] The Hero
- [2007] Hello Whale (안녕 고래)
- [2007] Isn't That Good (좋지아니한가)

### Лайв албуми
- [2003 – 06] Crying Nut Best Wild Wild Live

### Компилации/Други
- [2007] Hello! Miss OST-Funky Dance
- [1999] Chosun Punk 조선펑크
- [1997] Smells Like Nirvana (Nirvana tribute album)
- [1996] Our Nation Volume 1 (Split album with Yellow Kitchen)

### Видео игри
Песните им Circus Magic и Astral songs са включени в аркадната игра Pump It Up.

## Постижения и награди
- 1998 MNET Music Video Festival (инди музикално видео на годината)
- 1999 KMTV Korean Music Awards (инди артист на годината)
- 1999 MNET Music Video Festival (инди музикално видео на годината)
- 2000 MTV Asia Music Awards (корейска група на годината -- номинация)
- 2000 MNET Music Video Festival (инди музикално видео на годината)
- 2001 MNET Music Video Festival (инди артист на годината)
- 2007 한국대중음악상 Korean Music Awards (музиканти на годината – номинация)
- 2007 한국대중음악상 Korean Music Awards (най-добър рок албум – номинация)
- 2007 한국대중음악상 Korean Music Awards (най-добра рок песен – номинация
- 2010 국내 2000년대 베스트 앨범 100beat.com Топ 100 Корейски албума на десетилетието (#54 ‘하수연가 Poor Hand Love Song’)

## Референция
1. ↑  Crying Nut //   SXSW. Посетен на 16 април 2014.
2. ↑  Welcome to FIFA KOREA //  O Pilseung Korea Rock Version.   FIFA Korea. Посетен на 16 април 2014.
3. ↑  Dunbar, Jon. Korean indie bands head to North America //   28 февруари 2012. Посетен на 16 април 2014.
4. ↑  About Crying Nut //   Sonic Bids. Посетен на 16 април 2014.
5. ↑  Barriskill, Cain. Punk Rock Hits Seoul //   Посетен на 16 април 2014.
6. ↑  Korean, The. SXSW Interview: Crying Nut //   15 март 2014. Посетен на 16 април 2014.
7. ↑  FarEastVibes Interviews Crying Nut! //   6 март 2014. Посетен на 16 април 2014.
8. ↑  P, Chris. Crying Nut: Flaming Nuts //   24 юни 2014. Посетен на 16 април 2014.
9. ↑  Go nuts with Crying Nut //   12 март 2014. Посетен на 16 април 2014.
10. ↑  Dunbar, Jon. Stephen Epstein: Korea's indie rock scholar //   22 февруари 2013. Посетен на 16 април 2014.
11. ↑  Hough, Brian. Busan International Rock Fest 2010 //   2 август 2010.  Архивиран от оригинала на 2014-04-16. Посетен на 16 април 2014.
12. ↑  Seoulsonic 2K12: Crying Nut, Yellow Monsters, 3rd Line Butterfly @ Pianos, NYC //   5 април 2012. Посетен на 16 април 2014.
13. ↑  Au, Johnny. Hello Asia! @ SXSW 2014 Interview: Crying Nut (South Korea) //   24 март 2014. Посетен на 16 април 2014.[неработеща препратка]
14. ↑  Zimmer, Cindy. Interview: Crying Nut (at SXSW) //   10 март 2014. Посетен на 16 април 2014.
15. ↑  Gianniny, Amanda. Crying Nut's Kim Insu //   13 март 2014. Посетен на 16 април 2014.
16. 1 2 3  Gil-dong, Hong. CNBLUE, Crying Nut copyright spat gets nasty //   The Korea Herald, 2 юли 2013. Посетен на 24 август 2013.
17. ↑  Crying Nut releases an official statement in response to CNBLUE and FNC Entertainment's apology //   allkpop, 18 февруари 2013. Посетен на 24 август 2013.
18. ↑  CNBLUE files injunction against Crying Nut for spreading false information //   allkpop, 1 юли 2013. Посетен на 24 август 2013.